# ファンシミン
ファンシミン (Fancimine) は、アメリカ合衆国生産の競走馬、繁殖牝馬。日本のサラブレッド牝系「ファンシミン系」の祖。

## 概要
アメリカで競走生活を送ったのち、1972年に日本の社台グループによって繁殖牝馬として導入され、社台ファーム早来で繋養された。産駒は最も活躍したものでも条件馬に留まり、競走馬としては大成することがなかったが、ファンシミンの死後になって牝駒のファンシーダイナ、シャダイマインなどが繁殖馬としてそれぞれ優秀な成績を残し、大きく牝系が広がった。ファンシミンは様々に分枝したファミリーツリーの根幹牝馬と認知され、その牝系は今日「ファンシミン系」と呼ばれ、スカーレットインク系等と共に社台伝統の名牝系のひとつとされている。系統の子孫からは、競走馬として重賞5勝を挙げて繁殖馬としても重賞馬2頭を出したダイナフェアリー、2年連続でJRA賞最優秀障害馬を受賞したブロードマインド、マイルGI 競走2勝を挙げたラインクラフト等、多くの名馬が出ている。近年ではルヴァンスレーヴ、チュウワウィザードがいる。

## 主要なファミリーライン
「f」は「filly（牝馬）」の略、「c」は「colt（牡馬）」の略。太字はGI級競走優勝馬。#は重賞競走優勝馬。
- ファンシミン 1967 f
  - シャダイマイン 1973 f
    - ダイナマイン# 1980 f（新潟記念）
      - ブロードマインド#  1988 c（東京障害特別（秋）、中山大障害（秋）、東京障害特別（春）、中山大障害（春））
      - スプリングアマイン 1997 f
        - マルカフリート# 2006 c（北海道スプリントカップ）

    - ダイナシュート# 1982 f（七夕賞、京成杯3歳ステークス、新潟3歳ステークス）
      - マストビーラヴト 1993 f
        - ラインクラフト 2002 f（ファンタジーステークス、フィリーズレビュー、桜花賞、NHKマイルカップ、阪神牝馬ステークス）
        - Florentino# 2006 c（ジェファーソンカップステークス）
        - アドマイヤロイヤル# 2007 c（プロキオンステークス）

      - アドマイヤマックス 1999 c（東京スポーツ杯2歳ステークス、富士ステークス、高松宮記念）

    - サマーワイン 1990 f
      - メモリアルサマー 1998 f
        - ソングオブウインド 2003 c（菊花賞）

  - チャンスポート 1977 f
    - イブキミスタリ 1983 f
      - イブキラジョウモン# 1992 c（中日スポーツ賞4歳ステークス）

  - ファンシーダイナ 1978 f
    - ダイナフェアリー# 1983 f（オールカマー、エプソムカップ、新潟記念、牝馬東京タイムズ杯、京成杯）
      - サマーサスピション# 1992 c（青葉賞）
      - ローゼンカバリー# 1993 c（日経賞、目黒記念、アメリカジョッキークラブカップ、セントライト記念）
      - ダイイチリカー 1990 f
        - ダイイチアピール 1996 f
          - ホクトスルタン# 2004 c（目黒記念）
          - ドリームシグナル# 2005 c（シンザン記念）

      - セプテンバーソング 1991 f
        - オータムブリーズ 1998 f
          - マエストラーレ 2006 f
            - ルヴァンスレーヴ 2015 c （全日本2歳優駿、ユニコーンステークス、ジャパンダートダービー、マイルチャンピオンシップ南部杯、チャンピオンズカップ）

          - チュウワブロッサム 2007 f
            - チュウワウィザード 2015 c （名古屋グランプリ、ダイオライト記念、平安ステークス、JBCクラシック、川崎記念、チャンピオンズカップ）

          - アイアンテーラー# 2014 f （クイーン賞）

      - サマーベイブ 1997 f
        - キセキノショウリ 2011 f
          - アークヴィグラス# 2016 f （エーデルワイス賞）

    - ダイナファンキー 1984 f
      - タヤスメドウ# 1995 c（新潟大賞典）

    - ファンシーブライド 1987 f
      - マイファンシミン 1992 f
        - シャトルライン 1999 f
          - クリノクレオパトラ 2011 f
            - クリノドラゴン# 2018 c（浦和記念）

  - ハイネスポート 1982 f
    - ダンスクィーン 1992 f
      - トウケイヘイロー# 2009 c （ダービー卿チャレンジトロフィー、鳴尾記念、函館記念、札幌記念）

この他、ダイイチリカーの仔に若葉ステークス優勝馬ダイイチダンヒル、1982年に出産した最後の牝駒・ハイネスポートの仔に地方競馬の東海菊花賞、兵庫クイーンカップなどの優勝馬クインオブクイン、ダイナシュートの仔ホーネットピアスの産駒に秋桜賞など地方重賞8勝のトーコーヴィーナスがいる。

## 血統表
| ファンシミン (Fancimine)の血統      | ファンシミン (Fancimine)の血統           | ファンシミン (Fancimine)の血統           | （血統表の出典）                         | （血統表の出典） |
| 父系                                | ハイペリオン系                           | ハイペリオン系                           | ハイペリオン系                           | [ § 2 ]          |
| 父 Determine 1951 芦毛 アメリカ     | 父の父Alibhai 1938 栗毛 アメリカ         | Hyperion                                 | Gainsborough                             | Gainsborough     |
| 父 Determine 1951 芦毛 アメリカ     | 父の父Alibhai 1938 栗毛 アメリカ         | Hyperion                                 | Croacia                                  |                  |
| 父 Determine 1951 芦毛 アメリカ     | 父の父Alibhai 1938 栗毛 アメリカ         | Teresina                                 | Tracery                                  | Tracery          |
| 父 Determine 1951 芦毛 アメリカ     | 父の父Alibhai 1938 栗毛 アメリカ         | Teresina                                 | Blue Tit                                 |                  |
| 父 Determine 1951 芦毛 アメリカ     | 父の母Koubis 1946 芦毛 アメリカ          | Mahmoud                                  | Blenheim                                 | Blenheim         |
| 父 Determine 1951 芦毛 アメリカ     | 父の母Koubis 1946 芦毛 アメリカ          | Mahmoud                                  | Mah Mahal                                |                  |
| 父 Determine 1951 芦毛 アメリカ     | 父の母Koubis 1946 芦毛 アメリカ          | Brown Biscuit                            | Sir Andrew                               | Sir Andrew       |
| 父 Determine 1951 芦毛 アメリカ     | 父の母Koubis 1946 芦毛 アメリカ          | Brown Biscuit                            | Swing On                                 |                  |
| 母 Fanciful Miss 1954 鹿毛 アメリカ | 母の父King Dorsett 1942 鹿毛 アメリカ    | Brown King                               | Nid d'Or                                 | Nid d'Or         |
| 母 Fanciful Miss 1954 鹿毛 アメリカ | 母の父King Dorsett 1942 鹿毛 アメリカ    | Brown King                               | Croacia                                  |                  |
| 母 Fanciful Miss 1954 鹿毛 アメリカ | 母の父King Dorsett 1942 鹿毛 アメリカ    | Jewell Dorsett                           | Cohort                                   | Cohort           |
| 母 Fanciful Miss 1954 鹿毛 アメリカ | 母の父King Dorsett 1942 鹿毛 アメリカ    | Jewell Dorsett                           | Michigan Girl                            |                  |
| 母 Fanciful Miss 1954 鹿毛 アメリカ | 母の母Hianne 1940 栗毛 アメリカ          | Jack High                                | John P.Grier                             | John P.Grier     |
| 母 Fanciful Miss 1954 鹿毛 アメリカ | 母の母Hianne 1940 栗毛 アメリカ          | Jack High                                | Priscilla                                |                  |
| 母 Fanciful Miss 1954 鹿毛 アメリカ | 母の母Hianne 1940 栗毛 アメリカ          | Tatanne                                  | St. James                                | St. James        |
| 母 Fanciful Miss 1954 鹿毛 アメリカ | 母の母Hianne 1940 栗毛 アメリカ          | Tatanne                                  | Titanite                                 |                  |
| 母系(F-No.)                         | (FN:9-f)                                 | (FN:9-f)                                 | (FN:9-f)                                 | [ § 3 ]          |
| 5代内の近親交配                     | Whisk Broom5×5、Gainsborough 4･5（父内） | Whisk Broom5×5、Gainsborough 4･5（父内） | Whisk Broom5×5、Gainsborough 4･5（父内） | [ § 4 ]          |
| 出典                                | 1. 2. 3. 4.                              | 1. 2. 3. 4.                              | 1. 2. 3. 4.                              | 1. 2. 3. 4.      |

父 Determineは1954年のケンタッキーダービー優勝馬。主な産駒に1962年のケンタッキーダービーで父子制覇を果たしたDecidelyなど。母はステークス競走含む11勝を挙げている。その半姉Thelma Bergerはグレード制導入後G1競走に格付けされたベルデイムハンデキャップ優勝馬である。このThelma Bergerを4代母とする子孫に1991年のエクリプス賞年度代表馬ブラックタイアフェアーがいる。母Fanciful Missを4代母としてもつスーニなども近親にあたり、一族には多くの活躍馬がいる。

### 主な近親
- Thelma Berger - 伯母（ベルデイムハンデキャップなど重賞2勝）
- Fancy Naskra - 姪（ソロリティーステークス・米 G1）
- Roses Cantina - 姪（ジョン A. モリスハンデキャップ・米 G1、ヘンプステッドハンデキャップ・米 G1 など重賞4勝）
- Montreal Red-又甥（フューチュリティステークス・米 G1 など重賞3勝）